# Quai Pierre-Scize
Le quai Pierre-Scize ou quai Pierre-Scise est une voie urbaine allant du quartier Saint-Paul jusqu'au quai Chauveau dans le 9e arrondissement de Lyon. Il longe la rive droite de la Saône. Il doit son nom au château de Pierre Scize.

## Localisation
En amont, le quai Pierre Scize prolonge le quai Chauveau et débute à l’angle de la montée de l'Observance,.
En aval, il se termine au début du quai de Bondy, à la place Gerson, face à la passerelle Saint-Vincent,

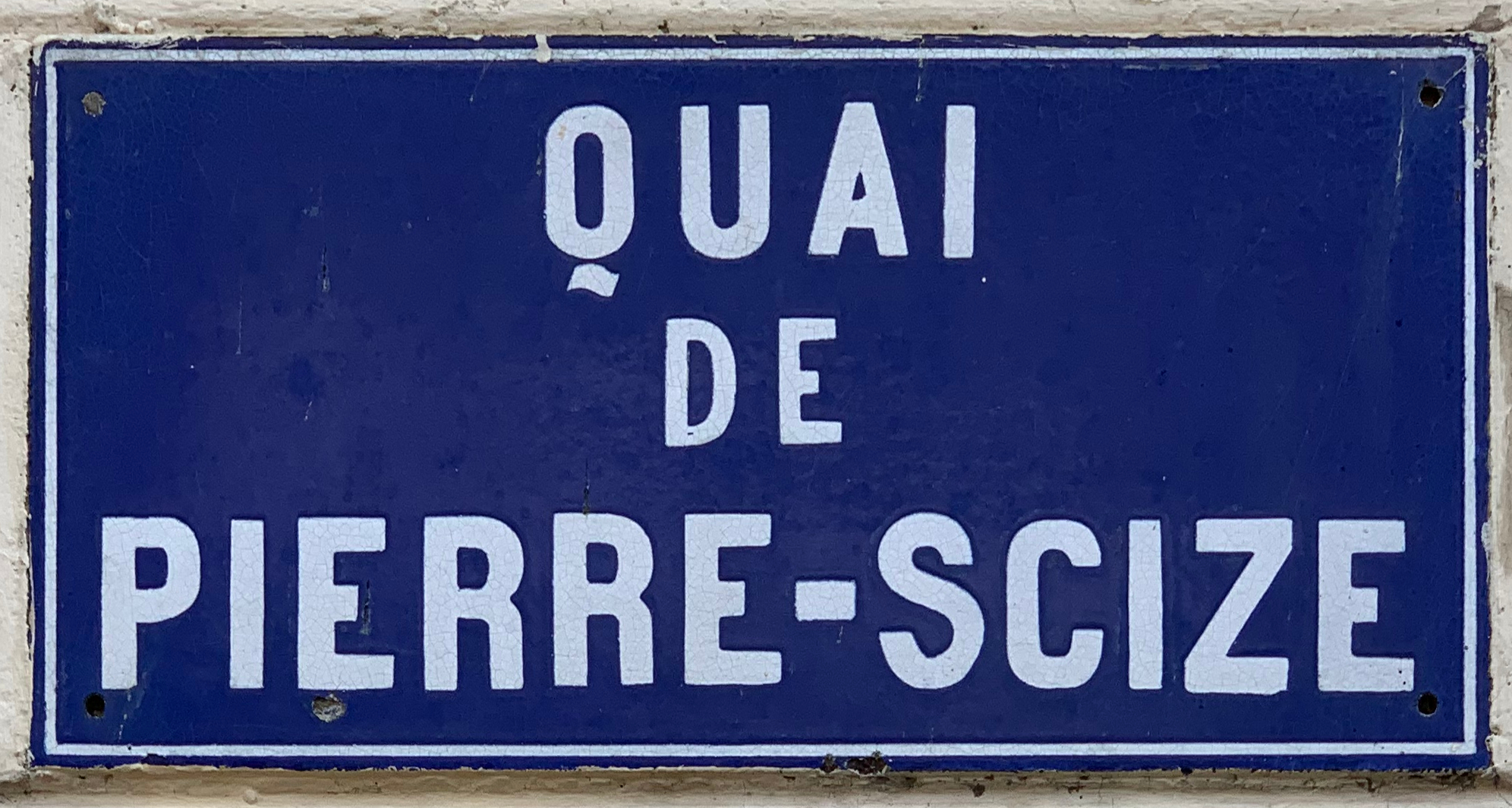
Plaque de rue.

## Odonymie
Son nom vient de la « Pierre Scize » ou « Pierre Incise », une émergence du socle cristallin (granite) du massif Central qui s'avançait autrefois jusque dans le milieu de la Saône et qui a été taillée (« incisée ») pendant l'Antiquité pour faire passer une voie - celle du futur quai Pierre Scize. Le château de Pierre Scize a été construit sur l'éperon arasé.

## Présentation
Il fait environ 1,18 km de long.
Il dessert deux passerelles, avec d'aval en amont la passerelle Saint-Vincent et la passerelle de l'Homme de la Roche. Le pont de la Feuillée est à environ 128 m de l'extrémité Est du quai, et le pont Kœnig à environ 221 m de son extrémité ouest.
Il longe le défilé de Pierre Scise, qui commence à la hauteur de l'église Saint-Pierre de Vaise (150 m en aval du pont Clémenceau) et se termine à l’alignement de l'église Saint-Paul (à la hauteur de la passerelle Saint-Vincent).

## Histoire

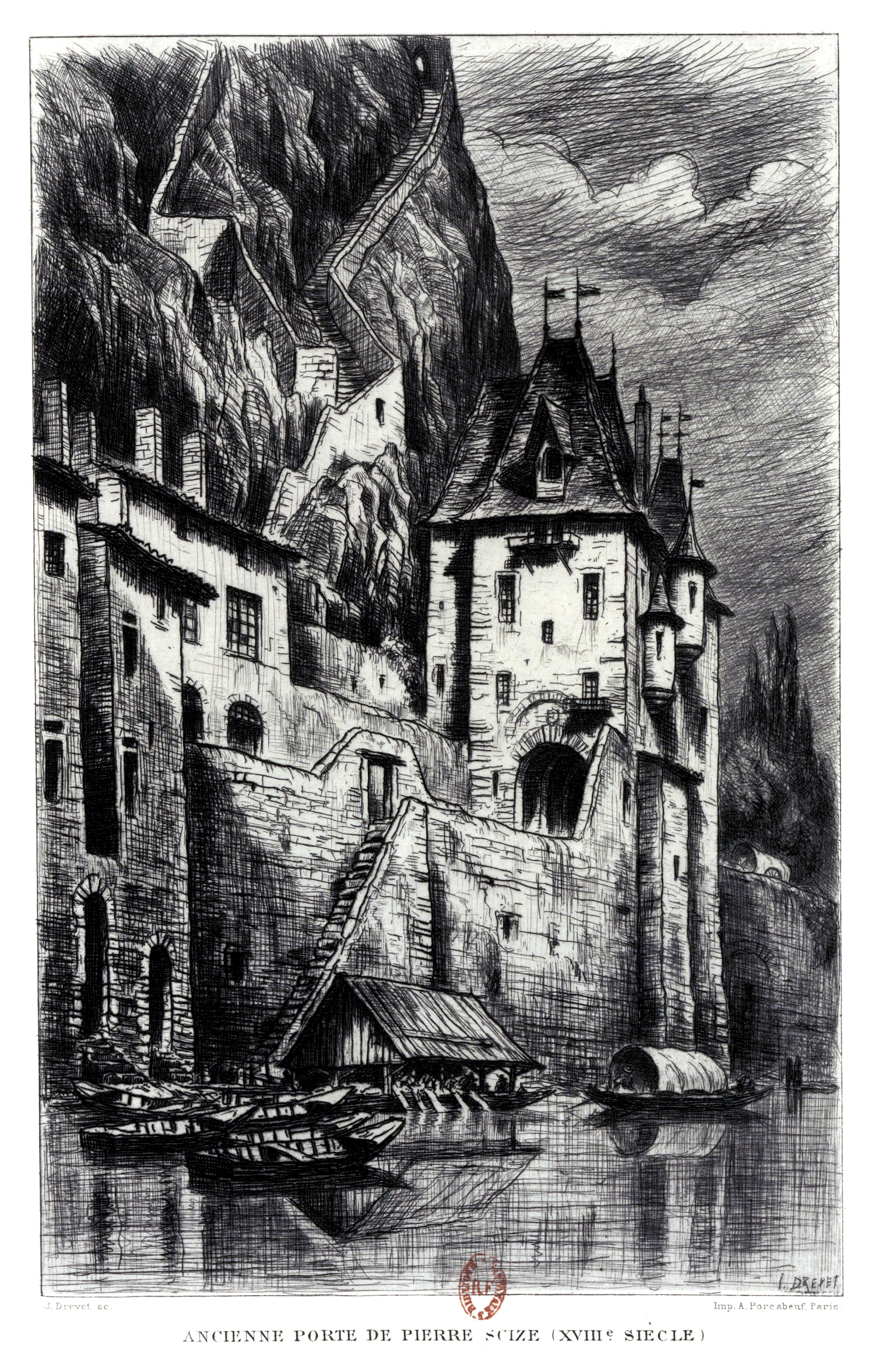
« Ancienne porte de Pierre Scise (XVIIIe s.) »
Eau-forte par Joannès Drevet. Vue sur la Saône en rive droite vers l'amont, au pied du château de Pierre Scise vers lequel on grimpait par l'escalier taillé dans le roc.

La rue Pierre Scize ou du Bourgneuf est attestée en 1659.
Au milieu du XVIIe siècle, la rive gauche de la Saône est bordée de quais mais ils sont trop étroits, s'éboulent fréquemment et sont toujours inondables. Elle est surtout bordée de maisons, qui sont construites au ras de l'eau, plus encore en rive droite qu'en rive gauche sauf au quai de la Baleine dont la construction remonte à 1640.

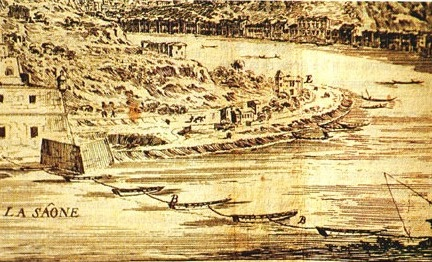
« La Veue de Lion descendat par la Saosne » (« La vue de Lyon descendant par la Saône ») (1649-1650), Israël SylvestreVue vers l'aval. Contre le bord gauche, le fort Saint-Jean et sur la Saône la chaîne de Sainte-Marie-aux-chaînes[n 5]. En arrière-plan, quai Pierre Scise et toutes ses maisons au ras de l'eau.

À la fin de l’Ancien Régime naît le projet de créer une ligne de quais élargis pour améliorer la circulation et surélevés contre les inondations. L'idée est d'abord proposée par J.-A. Morand (plan général de 1763), puis reprise en 1780 par l’Intendant de Lyon J. de Flesselles. Mais le projet exige la démolition des maisons construites au bord de l'eau, et d'en indemniser les propriétaires. La dépense fait reculer. Mais fin XVIIIe s. le quai de la Baleine s'affaisse ; et entre-temps est intervenue la Révolution, période expéditive s'il en est. Les pouvoirs publics décident d'aménager toute la rive droite et l'arrêté des 6 pluviôse et 6 ventôse de l'an II (1794) ouvre la porte aux premières destructions. Les quais existants sont élargis en prenant sur la Saône, et exhaussés - ce qui fait que le rez-de-chaussée des maisons anciennement situées du côté droit de la rue intérieure est à moitié enseveli sous l'exhaussement. Des ports en gradins sont bâtis comme ceux en rive gauche. 

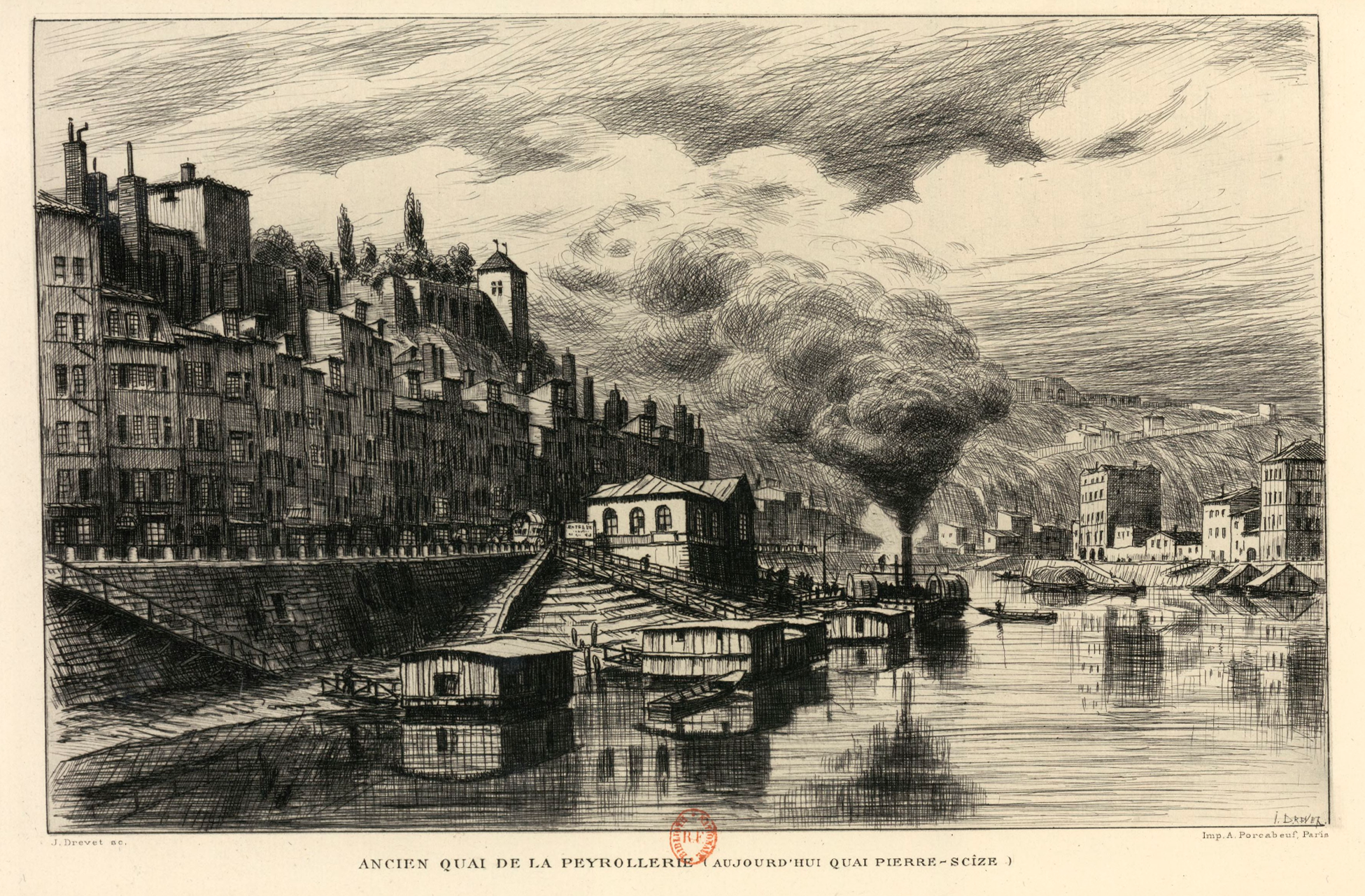
Ancien quai de la Peyrollerie.

Dans cette grande vague de construction et d'aménagement des quais, le quai Pierre Scize, demandé par les habitants dès 1801, est construit de 1811 à 1828 - en même temps que le quai de Bondy, qui le prolonge vers l'aval.
Les quais depuis le pont de la Feuillée jusqu'au pont de Serin, c'est-à-dire le quai du Bourneuf, le quai du Puits de Sel et le quai de la Peyrollerie, sont réunis pour devenir le quai Pierre Scize en 1854 (délibération du Conseil municipal du 4 août 1854, approuvée le 17 février 1855),.
Le quai de la Peyrollerie,, est aussi appelé « quai d'Occident ».
La partie depuis la montée de l'Observance jusqu'à une vingtaine de mètres en aval du pont de Serin (actuel pont Koenig) devient le quai Chauveau en 1919.

## Lieux remarquables
- La statue L'Homme de la Roche, place de l'Homme à la Roche au niveau du 61.
- Le quai passait au pied du château de Pierre Scise jusqu'à la destruction de ce dernier à la Révolution.
- Le tombeau des Deux-Amants, démoli en 1707, était situé à peu près en face du 2[13].

## Dans la culture

### Au cinéma
- Une scène du film de Bertrand Tavernier L'horloger de Saint-Paul (1974) est tournée quai Pierre-Scize[14].